# قبة بولشوي الجليدية
قبة بولشوي الجليدية هي صالة متعدة الأستخدامات تقع في سوتشي، روسيا. بدأ بناء الصالة في 2009 وتم الانتهاء منها في 2012.